# Leadore

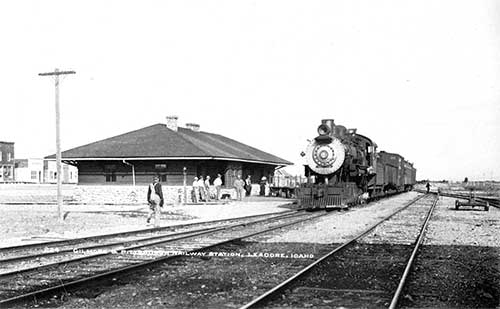
Un train du Gilmore & Pittsburgh Railroad s'arrête au dépôt du chemin de fer à Leadore, août 1912.

La ville de Leadore est située dans le comté de Lemhi, dans l’État d’Idaho, aux États-Unis. Sa population s’élevait à 105 habitants lors du recensement de 2010, estimée à 103 habitants en 2017.

## Démographie
| 1950 | 1960 | 1970 | 1980 | 1990 | 2000 |
| ---- | ---- | ---- | ---- | ---- | ---- |
| 159  | 112  | 111  | 114  | 74   | 90   |

| 2010 | - | - | - | - | - |
| ---- | - | - | - | - | - |
| 105  | - | - | - | - | - |

## Source
- (en) Cet article est partiellement ou en totalité issu de l’article de Wikipédia en anglais intitulé « Leadore, Idaho » (voir la liste des auteurs).